# 함안 장춘사 대웅전
함안 장춘사 대웅전(咸安 長春寺 大雄殿)은 대한민국 경상남도 함안군 칠북면 장춘사에 있는 대웅전이다.
1983년 7월 20일 경상남도의 문화재자료 제16호 장춘사 대웅전으로 지정되었다가, 2018년 12월 20일 현재의 명칭으로 변경되었다.

## 개요
원효암에 있는 원효대사와 의상대사가 수도하던 곳이다. 칠성각은 지은 시기를 알 수는 없고, 원효암이라는 절 이름과 의상대가 있는 것으로 보아 의상대사가 세운 것으로 추정하지만 확실하지는 않다.

## 현지 안내문
장춘사는 832년(흥덕왕 7년)에 무염국사가 초창하였다는 유서 깊은 사찰이다. 그러나 사찰의 자세한 내력은 잘 알 수 없으며, 남아 있는 석조물들이 이 사창이 고찰이었음을 말해주고 있을 따름이다. 대웅전은 정면 3칸, 측면 2칸 크기의 팔작지붕 건물로 1979년에 중창한 것이다. 대웅전 뒤편에 정면과 측면이 각 1칸 규모의 작은 약사전이 있으며, 거기에는 신라말`고려초 무렵의 것으로 추정되는 석조여래좌상이 봉안되어 있다. 금동불상처럼 보이지만 석조상에 개금한 것이며, 그 때문에 원 석조상의 조각 수법을 알기 어렵다.

## 참고 자료
- 함안 장춘사 대웅전 - 국가유산청 국가유산포털